# Cervona Balka, Krînîcikî
Cervona Balka (în ucraineană Червона Балка) este un sat în comuna Preobrajenka din raionul Krînîcikî, regiunea Dnipropetrovsk, Ucraina.

## Demografie
Componența lingvistică a localității Cervona Balka
     Ucraineană (91,67%)
     Română (8,33%)
Conform recensământului din 2001, majoritatea populației localității Cervona Balka era vorbitoare de ucraineană (91,67%), existând în minoritate și vorbitori de română (8,33%).